# بهدان (بنستان)
بهدان (بالفارسية: بهدان) هي قرية تقع في إيران في قسم بنستان الريفي. يقدر عدد سكانها بـ 0 نسمة بحسب إحصاء 2016.